# سعيد بن حمدان التغلبي
أبو علاء سعيد بن حمدان كان عضوا مبكرا في الأسرة الحمدانية الذي شغل منصب حاكم المقاطعة والقائد العسكري في ظل الخلافة العباسية. وهو والد الشاعر الشهير أبي فراس الحمداني.

## السيرة الشخصية
سعيد هو ابن بطريرك العائلة الحمدانية حمدان بن حمدون. وتنتمي عائلته إلى قبيلة بني تغلب الموجودة في الجزيرة قبل الفتح الإسلامي. في نمط تكرر عبر الخلافة العباسية، استغل قادة التغليبي انهيار سلطة الخلافة المركزية خلال عقد من الزمان الفوضى في سامراء (861-870) لتأكيد السيطرة المتزايدة على منطقتهم الخاصة، التي تركزت على الموصل. على الرغم من إعادة تأكيد سلطة الخلافة لاحقًا في عهد المعتضد (892–902)، تمكنت الأسرة من الحفاظ على نفوذها وتعزيزه في المنطقة بفضل شقيق سعيد حسين بن حمدان، الذي أصبح جنرالًا متميزًا في الخدمة العباسية. تمرد الحسين في عام 915 بعد مشاجرة مع الوزير، وأعدم عام 918، لكن إخوته ظلوا موالين للحكومة العباسية وعهدت إليهم بمناصب عليا. في 927/8، خدم سعيد وإخوته في جيش الخليفة الذي أُرسل لمنع قرامطة البحرين من الوصول إلى بغداد.
تنافس سعيد مع شقيقه أبو السرجة نصر مع ابن أخيه حسن، المستقبل ناصر الدولة، للسيطرة على الموصل. في عام 931، بعد غزو البيزنطيين لإمارة مليتين الحدودية بقيادة جون كوركواس، الخليفة المقتدر (908–932) عينه والياً على الموصل، مكلفاً بمهمة استعادة المدينة. انطلق سعيد في أكتوبر، وتمكن من كسر الحصار البيزنطي على ساموساتا، قبل الانتقال إلى مليتين. أصابت الحامية البيزنطية المحلية، المكونة من أتباع الجنرال الأرمني ميليا، بالذعر وذبحت العديد من السكان خوفًا من الانتفاضة ضدهم؛ ثم دمروا أكبر قدر ممكن من المدينة وتركوها. سيطر سعيد على المدينة، وعين أحد مساعديه حاكما، وعاد إلى الموصل. ومن هناك شن غارة على الأراضي البيزنطية في نوفمبر. استعاد حسن الموصل عام 934، لكن مؤامرات سعيد المحكمة تسببت مرة أخرى في خسارته لها. ونتيجة لذلك، اغتيل عمه حسن وهرب إلى أرمينيا، حيث عاد في أواخر عام 935 ليصبح حاكم الموصل مرة أخرى. ولتعزيز موقعه، أسس حسن إمارة الموصل الحمدانية المستقلة عمليًا، وحكمها حتى عام 967.
من خلال جارية بيزنطية يونانية ( أم ولد، تم تحريرها بعد أن أنجبت طفل سيدها)، كان سعيد والد الجنرال والشاعر المتميز أبو فراس الحمداني . ابن آخر، حسين، خدم كجنرال تحت قيادة ناصر الدولة وسيف الدولة، بينما أصبحت ابنته شاكينة زوجة سيف الدولة وأم خليفته سعد الدولة.